# Triunfo (filme)
Triunfo é um documentário brasileiro de 2014, dirigido por Cauê Angeli e Hernani Ramos. 
O filme apresenta a trajetória de Nelson Triunfo, sob a forma de um programa de rádio apresentado por Thaíde. 

## Prêmios
- Festival In-Edit Brasil 2014: Melhor filme[3]